# Solariella semireticulata
Solariella semireticulata is een slakkensoort uit de familie van de Solariellidae. De wetenschappelijke naam van de soort is voor het eerst geldig gepubliceerd in 1908 door Suter.